# Éblange
Éblange é uma comuna francesa na região administrativa de Grande Leste, no departamento de Moselle. Estende-se por uma área de 3,32 km². Em 2010 a comuna tinha 376 habitantes (densidade: 113,3 hab./km²).